# Kasper Møller Hansen
Kasper Møller Hansen (født 28. juni 1973 i Aarhus) er en dansk valgforsker og professor ved Institut for Statskundskab på Københavns Universitet. Han forsker i bl.a. holdningsdannelse, vælgeradfærd og valgdeltagelse.

## Privatliv og uddannelse
Kasper Møller Hansen er student fra Tietgenskolen i Odense. Han blev cand.oecon. fra Syddansk Universitet i 2000 og ph.d. i statskundskab samme sted i 2004.
Hansen er gift og har tre børn. Han bor i Hvidovre Kommune.